# 桂绍忠
桂绍忠（1916年—2005年），男，安徽霍丘人，中华人民共和国军事人物，中国人民解放军少将，曾任军事医学科学院院长。